# سویتلاهورسک
سویتلاهورسک (به لاتین: Svietlahorsk) یک منطقهٔ مسکونی در بلاروس است که در منطقه گومل واقع شده‌است. سویتلاهورسک ۲۵٫۸۵ کیلومتر مربع مساحت دارد ۱۳۱ متر بالاتر از سطح دریا واقع شده‌است.

## خواهرخوانده
شهر هلمشتت خواهرخواندهٔ سویتلاهورسک هست.